# Institutet för arbetsmarknads- och utbildningspolitisk utvärdering
Institutet för arbetsmarknads- och utbildningspolitisk utvärdering (IFAU)  är en svensk statlig förvaltningsmyndighet, som sorterar under Arbetsmarknadsdepartementet. IFAU finansieras av statsbudgeten, men delar av verksamheten finansieras via anslag som IFAU:s forskare söker i konkurrens med andra. Myndigheten har 40-talet anställda.  

## Uppdrag
IFAU:s uppgift är att främja, stödja och genom forskning genomföra utvärdering av den arbetsmarknadspolitiska verksamheten, studier av arbetsmarknadens funktionssätt, utvärdering av effekterna inom utbildningsväsendet och utvärdering av socialförsäkringens effekter på arbetsmarknaden. I utvärderingsarbetet ska effekterna för kvinnor och män särskilt belysas. Myndigheten ska vidare sprida information om resultaten av sina utvärderingar och studier till andra myndigheter och intressenter.
IFAU publicerar framförallt working papers och rapporter. Working papers ska hålla en vetenskaplig nivå motsvarande det internationella forskarsamhällets och dessa skickas som regel till en tidskrift med peer review-system. De svenska rapporterna kan antingen sammanfatta ett working paper eller vara en egen produkt.

## Forskningsbidrag
IFAU delar varje år ut ungefär 6 miljoner i forskningsbidrag till forskning inom arbetsmarknadspolitiskt motiverade åtgärder och studier av arbetsmarknadens funktionssätt, samt effekter av olika reformer och åtgärder inom utbildningsväsendet. 

## Vetenskapligt råd och referensgrupp
Ett vetenskapligt råd bestående av forskare i en rad olika ämnen lämnar förslag till beslut i ärenden om ansökningar om forskningsbidrag. IFAU har även en referensgrupp knuten till sig med representanter för arbetsgivar- och arbetstagarorganisationer; Arbetsmarknadsdepartementet, Utbildningsdepartementet, Socialdepartementet och Finansdepartementet; samt relevanta myndigheter inom arbetsmarknads- utbildnings- och socialförsäkringsområdet.

## Historia
IFAU grundades 1 juli 1997 som Institutet för arbetsmarknadspolitisk utvärdering och ersatte då Expertgruppen för Arbetsmarknadspolitisk utvärdering (EFA). Susanne Ackum var IFAU:s första generaldirektör (1997-2005), därefter Peter Fredriksson (2005-2010). Olof Åslund var generaldirektör 2011-2019 och efterträddes den 1 september 2019 av Maria Hemström Hemmingsson (2019-2024). Den 1 november 2024 blev Martin Söderström förordnad GD för IFAU. Regeringen beslutade den 12 januari 2012 att utöka IFAU:s uppdrag på utbildningsområdet från och med slutet av februari 2012. Samtidigt utökades namnet till Institutet för arbetsmarknads- och utbildningspolitisk utvärdering, även fortsatt förkortat IFAU.